# Parlamentarni poslanec Italijanske republike
Parlamentarni poslanec Italijanske republike (it. deputato = izbran) je državljan, ki mu je bil poverjen mandat v poslansko zbornico. Poslanci so direktni predstavniki ljudstva, ki jih izvoli z glasovanjem za pripadajočo stranko.
Funkcija parlamentarnega poslanca stopi v veljavo po vsedržavnih volitvah in preneha z zaključkom legislature, to je predvidoma po petih letih, razen v slučaju predčasne razpustitve zbornic. Za razliko od senatorjev, ki so lahko izvoljeni po 40. letu starosti, so poslanci lahko izvoljeni, če na dan volitev izpolnijo 25 let. 
Poslanci sestavljajo parlamentarne skupine, ki običajno (a ne nujno) sovpadajo s političnimi strankami. V sklopu skupine ali individualno predlagajo in volijo zakonske osnutke, postavljajo interpelacije in vprašanja vladi ter predlagajo operativne postopke. Poleg tega delujejo v parlamentarnih komisijah, ki pripravljajo gradivo za razprave o vsebini novih zakonov in o njihovi odobritvi oziroma zavrnitvi.
Ustava določa, da imajo parlamentarci poslansko imuniteto, se pravi, da ne smejo biti podvrženi preiskovalnim in sodnim oblastem, razen če tega izrecno ne dovoli poslanska zbornica. Imuniteta sega tudi na mnenja ali izjave parlamentarcev pri izvrševanju njihovih funkcij, zato njihova stališča in trditve niso sodno oporečni. 